# 吉弔
「吉弔」，是中国传说的异生物，记载于《本草綱目》。主要生活在中國東南部、越南接壤的地區。雖有龜的甲殼,外貌似龜,但頭卻長得像龍或蛇,腿像生有四趾的鸟足，属于水生生物。
据说龙下蛋的时候一次下两颗，一个变龙，另一个变吉弔。生活在中國廣東廣西一帶,住在水邊或森林等處。蛇頭龜身,但由於頭尾過長而無法都缩入龜甲之中。根據《和漢三才圖會》記載,龍一胎生下雙卵,一卵為龍,另一卵則為吉弔。

## 记载
《本草纲目》吉弔。【時珍曰】弔,舊無正條。惟蘇頌圖經載吉弔脂,云龍所生也。陳藏器拾遺有予脂一條,引廣州記云予,蛇頭鼈身,膏主蛭刺云云。
裴淵《廣州記》云:弔生嶺南,蛇頭鼉身,水宿,亦木棲。其膏至輕利,以銅及瓦器盛之浸出,惟鷄卵殼盛之不漏,其透物甚於醍醐。摩理毒腫大驗。
姚和衆《延齡至寶方》云吉弔脂出福建州,甚難得。須以琉璃瓶盛之,
孙光宪 《北梦琐言》：“又海上人云：龙生三卵，一为吉吊也。” 

## 参看
- 中国妖怪列表